# Metalectra geminicincta
Metalectra geminicincta là một loài bướm đêm trong họ Erebidae.